# Europees kampioenschap ijshockey 1910

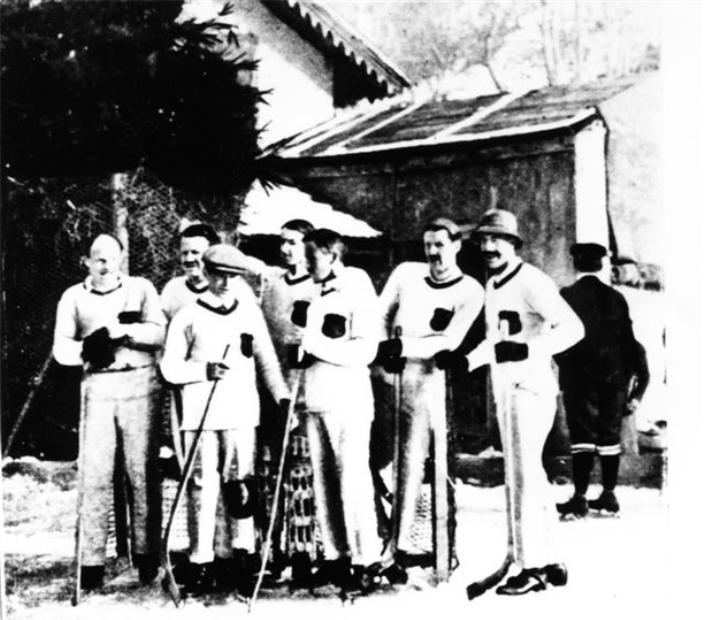
Het Britse team op het eerste EK

Het Europees kampioenschap ijshockey 1910 was een door de Ligue Internationale de Hockey sur Glace (LIHG) georganiseerd kampioenschap in het ijshockey. De 1e editie van het Europees kampioenschap vond plaats in het Zwitserse Les Avants nabij Montreux van 10 tot 12 januari 1910.

## Historiek
Aan het kampioenschap nam ook een team Canadese studenten van Oxford University deel, evenwel werden hun resultaten niet opgenomen in het klassement. De Oxford Canadians wonnen al hun wedstrijden. Het Britse team gaf op de laatste dag forfait voor hun wedstrijd tegen dit team, nadat deze door slechte ijscondities was verplaatst naar een ander tijdstip.
Twee weken alvorens het kampioenschap zou plaatsvinden trokken het Franse en Boheemse team hun deelname in.

## Resultaten
| Datum      | Wedstrijd                           | Uitslag |
| ---------- | ----------------------------------- | ------- |
| 10 januari | Groot-Brittannië - België           | 1-1     |
| 10 januari | Zwitserland - Oxford Canadians      | 1-8     |
| 10 januari | Groot-Brittannië - Duitse Rijk      | 1-0     |
| 10 januari | Zwitserland - België                | 0-1     |
| 11 januari | Duitse Rijk - België                | 5-3     |
| 11 januari | Zwitserland - Groot-Brittannië      | 1-5     |
| 11 januari | Oxford Canadians - Duitse Rijk      | 4-0     |
| 12 januari | Oxford Canadians - Groot-Brittannië | forfait |
| 12 januari | Oxford Canadians - België           | 6-0     |
| 12 januari | Duitse Rijk - Zwitserland           | 9-1     |

## Klassement
| #      | Team             | W - G - V | Pnt. | V-T  |
| ------ | ---------------- | --------- | ---- | ---- |
| Goud   | Groot-Brittannië | 2 - 1 - 0 | 5    | 7-2  |
| Zilver | Duitse Rijk      | 2 - 0 - 1 | 4    | 14-5 |
| Brons  | België           | 1 - 1 - 1 | 3    | 5-6  |
| 4      | Zwitserland      | 0 - 0 - 3 | 0    | 2-15 |